# توبروک
توبروک (به انگلیسی: Tobruk) یک فیلم جنگی آمریکایی محصول سال ۱۹۶۷ به کارگردانی آرتور هیلر با بازی راک هادسن و جرج پپارد است. این فیلم توسط لئو گوردون (که در این فیلم نیز بازی کرده‌است) نوشته شده و از طریق کمپانی یونیورسال پیکچرز منتشر شده‌است.
داستان این فیلم در شمال آفریقا در طول مبارزات جنگ جهانی دوم در نبرد شمال آفریقا اتفاق می‌افتد، داستانی تخیلی از اعضای گروه نیروی زمینی بریتانیا و گروه شناسایی ویژه (ارتش پانزر رومل آفریقا در توبروک) است که تلاش می‌کنند تا انبارهای سوخت ژنرال اروین رومل را نابود کنند. این فیلم عمدتاً بر اساس حملات بریتانیا به نیروهای آلمانی و ایتالیایی در طبرق ساخته شده‌است. این فیلم عملیات موفقیت‌آمیز را به تصویر می‌کشد، اگرچه در واقعیت عملیات یک شکست فاجعه بار بود.

## داستان
یک اسیر جنگی کانادایی توسط گروهی ویژه از ارتش بریتانیا که از آلمانی‌هایی که برای هدایت حمله‌ای به یک مرکز سوختی نازی‌ها در لیبی طراحی شده نجات داده می‌شود و …

## تولید
این فیلم بر اساس فیلمنامه‌ای اصلی از لئو گوردون ساخته شده‌است که به عنوان بازیگر نیز حضور دارد گوردون فیلمنامه را نزد تهیه‌کننده جین کورمن که قبلاً چندین بار با او کار کرده بود، برد. کورمن در ابتدا قصد داشت این فیلم را با بودجه نسبتاً کم، حدود یک میلیون دلار، برای کمپانی یونایتد آرتیستس بسازد.
زمانی که کورمن متوجه شد راک هادسون که در آن زمان یکی از بزرگ‌ترین ستاره‌های جهان بود، در آستانه ترک استودیوی خانه‌اش یونیورسال بود، دامنه فیلم تغییر کرد، زیرا از نقش‌هایی که بازی می‌کرد ناراضی بود (او به تازگی برای ساخت «ثانیه‌ها» قرارداد بسته بود. در پارامونت). کورمن فیلمنامه را به هادسون که آن را دوست داشت نشان داد و او موفق شد بودجه فیلم را در یونیورسال تأمین کند، زیرا می‌خواست هادسون را در مجموعه خود نگه دارد. این فیلم یک تولید مشترک بین یونیورسال، جبل الطارق پروداکشنز (شرکت راک هادسون) و شرکت کورمن بود.
هادسون در ماه مه ۱۹۶۵ وارد هیئت شد و پپارد در ژوئیه ۱۹۶۵ با هادسون با مبلغ ۴۰۰٫۰۰۰ دلار قراردادی امضا کرد. در ابتدا قرار بود لارنس هاروی نقش سرگرد کریگ را بازی کند، در حالی که در ابتدا نقش سرهنگ هارکر به دیرک بوگارد پیشنهاد شد، اما او نپذیرفت. کورمن به سراغ جان هیوستون رفت تا کسی که علاقه‌مند بود کارگردانی کند. با این حال، او ۵۰۰٫۰۰۰ دلار دستمزد می‌خواست و یونیورسال تمایلی به استفاده از کارگردان نداشت، زیرا فیلم‌های اخیرش شکست‌های تجاری داشتند. کار کارگردانی در نهایت به آرتور هیلر رسید.